# Baron Wolman
Baron Wolman (født 25. juni 1937, død 2. november 2020) var en amerikansk fotograf og forfatter, som er mest kendt for sine arbejder sidst i 1960'erne for det amerikanske musikmagasin Rolling Stone, hvor han var ansat fra 1967 til 1970; her fotograferede han næsten alle de daværende musikere som senere opnåede legendestatus.
Wolman begyndte sin karriere i begyndelsen af 1960'erne da han var udstationeret som soldat i Vestberlin.
Efter ansættelsen på Rolling Stone, startede han modemagasinet  Rags, som fokuserede på gademode.
Wolman tilbragte i 1974 et år sammen med det amerikanske fodboldhold Oakland Raiders, med bogen Oakland Raiders: The Good Guys til følge.
Siden 2001 boede han i Santa Fe i New Mexico.